# Invocatio Dei
Die Invocatio Dei (lateinisch Anrufung Gottes) ist eine Form des Gottesbezuges in Verfassungen, bei der die Verfassung im Namen Gottes erlassen wird, beispielsweise in der Präambel der Verfassung der Schweiz. Eine bloße Nennung Gottes in der Verfassung dagegen bezeichnet man als Nominatio Dei.
Diese Form der Invocatio ist ferner der eröffnende Bestandteil mittelalterlicher Urkunden. Ihr folgt die Intitulatio.